# Jezioro Biskupińskie
Jezioro Biskupińskie – jezioro w Polsce, położone w województwie kujawsko-pomorskim, w powiecie żnińskim, w gminie Żnin, na terenie Pojezierza Żnińsko-Mogileńskiego.

## Charakterystyka
Południowe, wschodnie i zachodnie brzegi jeziora stanowią granicę między gminą Żnin a gminą Gąsawa. Jezioro połączone bezpośrednio z jeziorem Skrzynka. Nad jeziorem znajduje się muzeum archeologiczne w Biskupinie.

## Dane morfometryczne
Powierzchnia zwierciadła wody według różnych źródeł wynosi od 107,0 ha przez 116,6 ha do 166,6 ha.
Zwierciadło wody położone jest na wysokości 78,6 m n.p.m. lub 79,6 m n.p.m. Średnia głębokość jeziora wynosi 5,5 m, natomiast głębokość maksymalna 13,7 m.
W oparciu o badania przeprowadzone w 2004 roku wody jeziora zaliczono do wód pozaklasowych i III kategorii podatności na degradację.